# Sportlövészet az 1900. évi nyári olimpiai játékokon
Az 1900. évi nyári olimpiai játékokon a sportlövészetben hét egyéni és két csapatversenyt rendeztek.

## Éremtáblázat
A rendező ország csapata eltérő háttérszínnel, az egyes számoszlopok legmagasabb értéke vagy értékei vastagítással kiemelve.
| Az 1900. évi nyári olimpiai játékok éremtáblázata sportlövészetben | Az 1900. évi nyári olimpiai játékok éremtáblázata sportlövészetben | Az 1900. évi nyári olimpiai játékok éremtáblázata sportlövészetben | Az 1900. évi nyári olimpiai játékok éremtáblázata sportlövészetben | Az 1900. évi nyári olimpiai játékok éremtáblázata sportlövészetben | Olimpia  |
| ------------------------------------------------------------------ | ------------------------------------------------------------------ | ------------------------------------------------------------------ | ------------------------------------------------------------------ | ------------------------------------------------------------------ | -------- |
|                                                                    | Ország                                                             | Arany                                                              | Ezüst                                                              | Bronz                                                              | Összesen |
| 1.                                                                 | Svájc (SUI)                                                        | 5                                                                  | 1                                                                  | 1                                                                  | 7        |
| 2.                                                                 | Franciaország (FRA)                                                | 3                                                                  | 4                                                                  | 3                                                                  | 10       |
| 3.                                                                 | Dánia (DEN)                                                        | 1                                                                  | 3                                                                  | 0                                                                  | 4        |
|                                                                    |                                                                    |                                                                    |                                                                    |                                                                    |          |
| 4.                                                                 | Norvégia (NOR)                                                     | 0                                                                  | 2                                                                  | 2                                                                  | 4        |
|                                                                    |                                                                    |                                                                    |                                                                    |                                                                    |          |
| 5.                                                                 | Belgium (BEL)                                                      | 0                                                                  | 0                                                                  | 2                                                                  | 2        |
| 6.                                                                 | Hollandia (NED)                                                    | 0                                                                  | 0                                                                  | 1                                                                  | 1        |
|                                                                    |                                                                    |                                                                    |                                                                    |                                                                    |          |
| Összesen                                                           | Összesen                                                           | 9                                                                  | 10                                                                 | 9                                                                  | 28       |

## Érmesek
| Az 1900. évi nyári olimpiai játékok érmesei sportlövészetben | |       |                                                                                               |       | |       |
| Versenyszám                                                  | Arany                                                                                                   | Arany | Ezüst                                                                                         | Ezüst | Bronz | Bronz |
| Pisztoly, 50 m                                               | Conrad Röderer · Svájc (SUI)                                                                            | 503   | Achille Paroche · Franciaország (FRA)                                                         | 466   | Konrad Staheli · Svájc (SUI)                                                                                          | 453   |
| Gyorstüzelő pisztoly, 25 m                                   | Mauric Larrouy · Franciaország (FRA)                                                                    | 58    | Leon Moreaux · Franciaország (FRA)                                                            | 57    | Eugéne Balme · Franciaország (FRA)                                                                                    | 57    |
| Trap                                                         | Roger de Barbarin · Franciaország (FRA)                                                                 | 17    | René Guyot · Franciaország (FRA)                                                              | 17    | Justinien de Clary · Franciaország (FRA)                                                                              | 17    |
| Hadipuska, álló                                              | Lars Jørgen Madsen · Dánia (DEN)                                                                        | 305   | Ole Østmo · Norvégia (NOR)                                                                    | 299   | Charles Paumier · Belgium (BEL)                                                                                       | 298   |
| Hadipuska, térdelő                                           | Konrad Staheli · Svájc (SUI)                                                                            | 324   | Anders Nielsen · Dánia (DEN)                                                                  | 314   | nem adták ki |       |
| Hadipuska, térdelő                                           | Konrad Staheli · Svájc (SUI)                                                                            | 324   | Emil Kellenberger · Svájc (SUI)                                                               | 314   | nem adták ki |       |
| Hadipuska, fekvő                                             | Achille Paroche · Franciaország (FRA)                                                                   | 332   | Anders Nielsen · Dánia (DEN)                                                                  | 330   | Ole Østmo · Norvégia (NOR)                                                                                            | 329   |
| Hadipuska, összetett, 300 m                                  | Emil Kellenberger · Svájc (SUI)                                                                         | 900   | Anders Nielsen · Dánia (DEN)                                                                  | 921   | Ole Østmo · Norvégia (NOR)                                                                                            | 917   |
| Hadipuska, összetett, 300 m                                  | Emil Kellenberger · Svájc (SUI)                                                                         | 900   | Anders Nielsen · Dánia (DEN)                                                                  | 921   | Paul von Ashbroeck · Belgium (BEL)                                                                                    | 917   |
| Pisztoly, csapat, 50 m                                       | Svájc (SUI) · Conrad Röderer · Konrad Stäheli · Louis-Marc Richardet · Friedrich Lüthi · Paul Probst    | 2271  | Franciaország (FRA) · Achille Paroche · Louis Duffoy · Léon Moreaux · Maurice Lecoq · Trinite | 2203  | Hollandia (NED) · Gerardus van Haan · Henrik Sillem · Antonius Bouwens · Solko Johannes van den Bergh · Anthony Sweys | 1876  |
| Hadipuska, csapat, 300 m                                     | Svájc (SUI) · Emil Kellenberger · Franz Böckli · Konrad Stäheli · Louis-Marc Richardet · Alfred Grütter | 4399  | Norvégia (NOR) · Ole Østmo · Hellmer Hermansen · Tom Seeberg · Ole Saether · Olaf Frydenlund  | 4290  | Franciaország (FRA) · Achille Paroche · Auguste Cavadini · Léon Moreaux · Maurice Lecoq · René Thomas                 | 4278  |